# Mary Elizabeth Ellis
Mary Elizabeth Ellis, född 11 maj 1979 i Laurel, Mississippi, är en amerikansk skådespelerska och manusförfattare. Hon har medverkat i TV-serier som It's Always Sunny in Philadelphia, Perfect Couples, The Grinder, New Girl och Santa Clarita Diet.
Ellis är sedan 2006 gift med Charlie Day och tillsammans har de en son, född 2011.